# TV Brasília
TV Brasília é uma emissora de televisão brasileira sediada em Brasília, Distrito Federal. Opera no canal 6.1 (28 UHF digital) e é afiliada à RedeTV!.Pertence ao Grupo Diários Associados, em sociedade com o Grupo Paulo Octávio,   Seus estúdios se localizam na sede do jornal Correio Braziliense no Setor de Indústrias Gráficas, onde funciona toda a holding dos Diários Associados, e seus transmissores estão na Torre de TV Digital de Brasília, na região administrativa do Lago Norte.

## História

### Primórdios (1960-1968)

Assis Chateaubriand, fundador da TV Brasília

Enquanto Brasília estava sendo construída, o Governo Federal abriu licitação de três canais, os mesmos sintonizados da então capital Rio de Janeiro: um para o próprio governo, um para Pipa Amaral (TV Rio) e outra para os Diários Associados, estes dois últimos controladores de canais na então capital, Rio de Janeiro. Assis Chateaubriand prometera ao presidente Juscelino Kubitschek, que construiria as instalações do Correio Braziliense e da TV Brasília em cem dias, para que assim as entregasse no mesmo dia da inauguração da nova capital, mas o prazo foi completado quatro dias antes. O aparelho de vídeo-tape chegou dos Estados Unidos num avião cargueiro da PanAm que o desembarcara no Rio de Janeiro, outros equipamentos e funcionários foram fornecidos pela TV Itapoan, TV Rádio Clube e a TV Piratini, todas administradas pelos Diários Associados.
A cerimônia de inauguração foi paraninfada pela socialite britânica Shelagh Parnell, às 20 horas do dia 20 de abril de 1960, discursaram também João Calmon e Gilberto Chateaubriand. A TV Brasília foi fundada pelos Diários Associados de Assis Chateaubriand na noite de 21 de abril de 1960, na mesma data de inauguração da nova capital federal, juntamente com a TV Alvorada e a TV Nacional além do jornal Correio Braziliense, também pertencente aos Diários Associados.
Para a transmissão da inauguração da nova capital, os Diários Associados resolveram linkar Belo Horizonte a Brasília, que tinha doze torres com micro-ondas e um deles no último momento não operou, então foi usado um avião para completar o elo que estava interrompido e assim transmitir sem problemas a inauguração da cidade para as outras emissoras dos Diários Associados. A transmissão da inauguração foi narrada por Oduvaldo Cozzi e Rui Viotti, com reportagens de Carlos Pallut, Carlos Spera e José Carlos de Moraes (Tico-Tico). A TV Brasília começou com a missão de registrar todos os acontecimentos da então nova capital do Brasil.
João Calmon, por sua vez, declarou que o canal de televisão, compensaria a falta de teatros, cinemas, estádios ou vida noturna movimentada na cidade. Ele comenta que a TV Brasília amenizaria a monotonia da vida na nova capital em seus primeiros anos. Escolhido para dirigir a TV Brasília, o jornalista Jairo Valladares atuou como gerente de obras durante os trabalhos de construção dos prédios. Em seu texto de abril de 1962, ele descreve um pouco da rotina entre 1959 e 1960: "Hospedagem, naquela época, só mesmo o Brasília Palace, e, após meia hora de sacolejo do táxi, lá chegávamos inteiramente cobertos do pó vermelho de Brasília, como convinha à época. Éramos jovens, e, depois, outros foram chegando".
Inicialmente a TV Brasília operava no canal 5, até trocar para o canal 6 em junho de 1960. No mesmo ano, a escritora Sylvia Orthof chegava à TV Brasília para produzir o primeiro programa infantil da capital, o Teatro do Candanguinho, que permaneceu até 1964 na grade da emissora.
A TV Brasília produzia pouco mais de 60% de sua programação, ao mesmo tempo que pelo fato de ser uma das primeiras emissoras do país a ter a tecnologia do videotape, retransmitia atrações da TV Tupi do Rio e de São Paulo junto com programas internacionais, mas só passou a se divulgar como afiliada da mesma a partir de 1973, até então, a TV Brasília divulgava e se referia às atrações da Tupi como da TV Brasília ou em alguns casos referiam como Rêde Associada de Emissoras.
No ano de 1961, a TV Brasília, assim como a TV Alvorada e a TV Nacional, receberam muitos pedidos de desligamento em massa devido as condições da cidade na época, dentre os nomes da TV Brasília estava Moacir Ruiz, o primeiro locutor da cidade. No início dos anos 60 a TV Brasília abria uma sucursal em Taguatinga, que mais tarde serviria para produzir conteúdo para a população mais afastada. No início de tudo a programação era majoritariamente noturna e seu parque de equipamentos técnicos incluía 2 transmissores, impossibilitando que a emissora saísse do ar com facilidade, estúdio de 300 metros quadrados modular e um auditório com capacidade para 400 pessoas.
Em 1 de agosto de 1961, é lançado o programa O Mundo é Das Mulheres, o primeiro programa da emissora que inaugurava as transmissões diurnas na grade da emissora e era apresentado pela Zélia Marcondes e Renée Nunes, dava dicas de decorações, modas, culinária, beleza, horóscopo e etiquetas. O nome do programa gerou muitas críticas sexistas na época, sendo assim, tendo o nome alterado no dia seguinte para No Mundo das Mulheres.
No dia 21 de abril de 1964, durante o seu 4º aniversário, repagina sua logomarca, slogan e programação, os programas ganharam junto novos cenários com novos acabamentos. O programa Flash Social não pode ser gravado na semana em que o ex-presidente Castello Branco tomara o poder durante o golpe de 1964 por ordens de Arthur Costa e Silva que obrigara o âncora a ficar com ele durante toda a semana em Belo Horizonte, porém, a programação prosseguiu normalmente. No mesmo ano o Tele-Colégio Canal 6 foi substituído pela TV Escola, tendo a sua duração ampliada. Toda a arte visual da emissora, desde as vinhetas até os cenários eram baseados nos monumentos da capital, conceito que seria revisitado 50 anos depois, em 2014. No domingo 4 de outubro de 1964, a TV Brasília lançava um dos primeiros programas educativos de auditório do Centro-Oeste. Idealizado e apresentado por Wanderley Mattos, o Nota Dez consistia num game show para estudantes do curso elementar e contava com atrativos como prêmios.
Em 15 de janeiro de 1966, devido as enchentes do estado de Guanabara, a TV Brasília lança a campanha, Rio, Brasília está Contigo e campanhas e iniciativas para ajudar os moradores afetados. Mais tarde, o Correio Braziliense e a Varig adotaram a iniciativa. O saguão da emissora fora utilizado como o centro de doações, que eram transportadas até o Rio de Janeiro. Porém, a campanha foi iniciada um dia antes devido a sobrecarga de doações, fazendo que o Isto foi Notícia se prolongasse até de madrugada e a programação excepcionalmente abrisse às 10 da manhã. Ainda em 1966, a TV Brasília promoveu um concurso de grupos de Jovem Guarda, que contou com a participação de dezenas de conjuntos, e deu o primeiro lugar para Os Primitivos, abrindo o caminho para a gravação do primeiro disco do grupo e a primeira banda de rock a lançar um LP no Distrito Federal. No mesmo ano, a emissora passou a apresentar o programa Os Reges, inicialmente com participação exclusiva do grupo, e posteriormente, aberto aos demais grupos jovens da cidade. Apesar da curta duração de suas carreiras, da distância dos grandes centros e do isolamento cultural, a trajetória de alguns grupos contribuiu para afirmar a identidade cultural da cidade e abrir o caminho para futuras iniciativas. Deixaram gravados apenas quatro videoteipes na emissora.
Em 1967, surgiu o programa Carrossel, que em sua fase inicial, apresentada pelo artista Darlan Rosa (Titio Darlan), contava histórias para as crianças enquanto desenhava com as duas mãos simultaneamente. "Eu não sou ambidestro, mas a mão esquerda espelha a direita. Inventei isso só para homenagear a cidade espelhada".

### Consolidação local (1968-1973)
Em janeiro de 1968, a TV Brasília lança o formato de programação apelidado de Linha Direta, no qual não era mais exibido um comercial sequer durante a programação. À pedido do diretor artístico da época, Emílio Cerri, a emissora exibiu no dia 15 de junho de 1968 o Elis Especial, no qual a cantora Elis Regina se apresentara no palco da TV Brasília seu repertório musical em benefício da cultural e tradicional Festa dos Estados que ocorre no Distrito Federal.
No dia 1 de abril de 1970, a TV Brasília lança o programa Seis no Lance, apresentado por Nilson Nelson às 12h45, O programa era de informações diárias, com a equipe sempre presente aos principais acontecimentos, mostrando inclusive lances dos jogos, dando ao programa uma movimentação agradável, sem aquele falatório muito comum até então nas apresentações de esporte nas televisões.
No dia 1 de setembro de 1972, a emissora inaugura novos equipamentos para transmissão de imagens em cores, sendo a primeira emissora a cores no Distrito Federal. Dois anos depois foi responsável por transmitir em rede nacional o concurso da Miss Brasil.

### Formação da Rede Tupi (1973-1980)
Durante meados de 1973, a TV Brasília gravou capítulos da telenovela Mulheres de Areia. De acordo com Ivani Ribeiro, a solidão do mar e o fustigante vento do litoral devem ter forçado a autora a pensar numa viagem de seus personagens centrais ao Planalto. A diferença de paisagem deveria certamente fazer bem a quantos precisavam fugir de um drama que iria ter por cenário o litoral paulista com seu inverno violento e apavorante.
No dia 17 de setembro de 1973, a TV Brasília passou a contar com mais um programa esportivo em sua programação: o Raça e Técnica, exibido às segundas-feiras, a partir das 23h30. O departamento especializado da emissora era então dirigido por Nilson Nelson e contando com a participação de Jorge Martins, como comentarista, Marcus Vinícius, repórter de campo, e Joaquim Santos e Hélio Nunes como cinegrafistas. O novo programa reunia um punhado de novidades no esporte e com a chamada chuva de gols que o torcedor sempre gosta de ver. No primeiro dia os convidados foram o goleiro Rogério e o diretor do CEUB, Jesus Peres, além de Sílvio de Carvalho, do Departamento de Árbitros da FDB. Como jornalista convidado participou Otávio Bariloche. Uma semana depois, o jogador Jairzinho, do Botafogo, foi o entrevistado. A partir do início desse programa, os torcedores do futebol brasiliense puderam acompanhar todos os jogos do CEUB no Campeonato Brasileiro, fora e dentro do DF. Também no ano de 1973, Nilson Nelson e Jorge Martins fizeram o programa Comandando a Loteca, dando as dicas para as apostas na Loteria Esportiva. A novidade do programa foi uma astróloga que falava sobre os signos dos clubes e suas influências.
De 1973 a 1985, a TV Brasília organizou, no Ginásio de Esportes Presidente Médici, o concurso Miss Brasil e o transmitiu em rede pela Rede Tupi e pelo SBT. A mudança do evento do Rio para Brasília foi motivada pela queda de público que vinha sendo constante no Maracanãzinho.
Para tentar evitar a extinção da TV Brasília e da Rede Tupi, seus funcionários fizeram greve de fome em 1980. Até 1980, foi uma das emissoras da Rede Tupi e uma das poucas que escaparam da cassação de concessão promovida pela ditadura militar nas estações da Tupi em São Paulo, Rio de Janeiro, Belém, Belo Horizonte, Fortaleza, Porto Alegre e Recife. que pertenciam a diversas pessoas ligadas aos Diários Associados. A concessão da TV Brasília não foi cassada por conta de sua influência, além da concessão que caso não renovada, estaria em vigor até 27 de setembro de 1981. No dia da extinção da TV Tupi Rio de Janeiro, a TV Brasília seguiu sua programação normalmente, porém em faixa nacional foram reprisados programas da Tupi e séries que não haviam sido anunciadas anteriormente na grade.
Devido à extinção da Rede Tupi, juntamente com outras emissoras, até então ligadas à rede extinta, passa a transmitir a programação da TV Record e também pela TVS do Rio, ambas ligadas ao apresentador Silvio Santos, futuro dono do Sistema Brasileiro de Televisão.

### TV Brasília após a Tupi (1980-1993)
Em agosto de 1980, com um tom mais crítico, a emissora estreou o Brasília Urgente, sendo um programa com significativo histórico de realizações, tendo ocupado durante seis anos — de 1980 a 1986 — sucessivas vezes o posto de líder de audiência na capital federal. Nesse período, produziu o infantil Carrossel juntamente com a TV Goyá de Goiânia, com a qual operava em conjunto. Seus picos de audiência passavam dos 90 pontos de acordo com o IBOPE. Nos finais de semana, o programa era gravado ao ar livre. A TV Brasília já revelou diversos jornalistas, dentre eles, Ana Paula Padrão, Thaís Herédia, Giuliana Morrone, Liliane Cardoso e outros.
Com o surgimento do SBT, a TV Brasília passou a ser uma de suas principais afiliadas por quatro anos, de 1981 até 1985, quando a emissora paulista consegue uma concessão para o canal 12, que foi publicada no Diário Oficial da União. Com isso, a TV Brasília se afiliou à antiga Rede Manchete, tornando-se a principal afiliada daquela rede. A afiliação com a Rede Manchete foi oficialmente concretizada a partir do dia 1 de julho de 1985, no mesmo ano dos 25 anos da emissora com a transmissão do primeiro capítulo da telenovela Antônio Maria.
Com a mudança de rede, houve também outro reposicionamento para que a TV Brasília se adequasse ao estilo jornalístico da Manchete. O Brasília Urgente deixou seu formato policial, passando a ter um formato mais focado na política e teve sua duração reduzida, mantendo as entrevistas. Ainda no ano de 1985, a emissora completou 25 anos, mas a comemoração foi esfriada devido à morte do presidente Tancredo Neves, ocorrida no dia do aniversário da emissora. Em 1986, com a candidatura de Álvaro Costa ao senado, o Brasília Urgente foi extinto.
Em meados de maio de 1987, por ordens presidenciais, foi determinada a retirada do programa Jogo de Carta do ar, após uma entrevista ao ex-governador do Rio de Janeiro, Leonel Brizola. No dia 11 de novembro de 1987, a TV Brasília forma parceria com a agência Makro Publicidade, formando a Rede Manchete Centro, com geradora em Brasília, pelo canal 6 e uma repetidora em Goiânia, pelo canal 11. A mudança duplicou o alcance da cobertura da emissora, passando a cobrir um mercado potencial de 4 milhões de espectadores. A partir de então, havia na capital goiana um pequeno núcleo comercial e jornalístico. Porém, cerca de dez anos mais tarde, a parceria foi desfeita, quando os Associados relançaram a emissora como TV Goiânia, agora afiliada à Rede Bandeirantes.
No ano de 1988, a TV Brasília firma parceria com a Universidade de Brasília para a produção do Estação Ciência, que também seria retransmitido nacionalmente pela Rede Manchete. O Estação Ciência funcionava em duas vertentes: o programa-documentário e o jornalístico propriamente dito.
No dia 29 de novembro de 1989, ocorreu um incêndio na sede da emissora que teria tido início por meio de um curto-circuito nos aparelhos de ar-condicionado[carece de fontes?], às 15h, na parte térrea da TV Brasília, estourando os vidros e destruindo as salas de administração, secretaria e o CEDOC. Apenas bens materiais foram destruídos com o incidente e não houve feridos. Os ensaios do programa Brinca Carranquinha que aconteciam no auditório da emissora foram cancelados por conta do incidente. Com isso, grande parte do seu acervo se perdeu, desde quando era ainda afiliada da Rede Tupi, SBT e da Rede Manchete. O incêndio foi controlado em 15 minutos pelo Corpo de Bombeiros e apoio da parte técnica da emissora. Por meia hora a emissora manteve-se fora do ar, pois, com o início do incêndio, a chave geral do gerador de energia elétrica foi desligada.
Após o incidente, iniciaram-se as obras para a construção da nova sede da TV Brasília, localizada no mesmo lote do Correio Braziliense, sede dos Diários Associados em Brasília, onde a emissora permaneceu de 1991 a 2004. Como afiliada à rede carioca, produziu telejornais de rede, como o Brasil 7:30, que tempos depois foi batizado como Telemanhã, além de outros programas.

### Nova fase dos Associados em Brasília (1993-1997)
Em 1993, juntamente com o restante dos Diários Associados em Brasília, a TV Brasília também foi padronizada visualmente e em seus serviços. Houve novamente outro reposicionamento na emissora, que agora voltaria a tomar uma postura mais comunitária e menos formal. No jornalismo, as fitas Betamax foram substituídas por fitas Hi-8, que eram gravadas no mesmo instante pelas câmeras.
Em novembro de 1995, os Diários Associados chegaram a vender a emissora para o então ministro da Agricultura e dono do extinto Banco Bamerindus, José Eduardo de Andrade Vieira, que possuía 49% das ações da Central Nacional de Televisão (CNT). Na mesma época, o empresário, já em crise que logo mais o levaria à falência, vende suas ações na CNT e a TV Brasília volta aos Associados, sem ter trocado de bandeira. Com a venda da TV Brasília, quem saiu perdendo com a troca de dono foi a Rede Manchete, que tinha a TV Brasília como afiliada e passava a cogitar a TV Nacional para assumir o papel.
A parceria com a Manchete quase foi abalada em 1995, mas acabou durando até 1999, com a falência da Manchete. Por falta de opção, já que todas as outras redes possuem emissoras próprias na cidade, e a CNT/Gazeta já enfrentava um processo de enfraquecimento, a TV Brasília acaba seguindo a transição para TV!, depois RedeTV!, até junho de 2003.

### Tentativa de rejuvenescimento e crise (1997-2001)

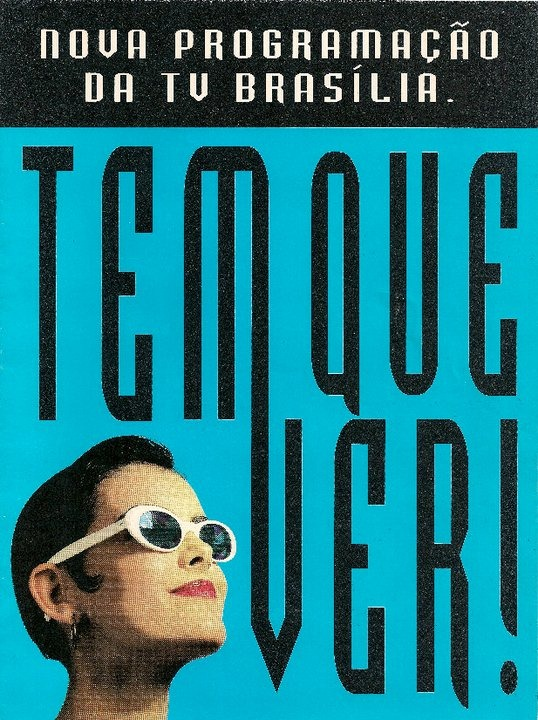
Capa do folder de divulgação da nova programação em 1997

Em outubro de 1996, um grupo extenso de jornalistas, mídia eletrônica, equipe comercial, marketing e de design visual passaram a elaborar um esboço do que viria ser a nova TV Brasília. Surgia no início de 1997, a nova programação da TV Brasília, Na cerimônia de lançamento houve uma festa Black-Tie na Academia de Tênis para apresentar a nova imagem ao mercado publicitário. A imagem de emissora comunitária foi deixada de lado para se apresentar uma imagem mais jovem. Foram criados dez programas novos e atrações como o Repórter da Cidade (que virou Brasília Notícias) e o Telemanhã foram renovados em troca de maior dinamismo e programas de auditório foram lançados, como o BSB Radical e o Cor da Cidade, apresentado por Marta Morosini, que era destaque de audiência na época. A mudança era de extrema necessidade, levando-se em conta que a TV Brasília se encontrava ultrapassada visualmente em relação à concorrência e perdia a cada ano força na audiência, pois, segundo a Folha de S.Paulo, no ano de 1995 a TV Brasília se encontrava em 4ª posição na audiência do DF, atrás de Globo, SBT e Bandeirantes e na frente da Record, Nacional e Apoio (UHF). Com investimento de US$ 600 mil, a emissora ganhava novos cenários, logomarcas, vinhetas e programas, além de aumentar sua grade local de 7% para 28% da programação total. A nova programação da emissora foi divulgada ao público durante a VII Meia Maratona de Brasília, do seu jornal irmão Correio Braziliense. Ainda no ano de 1997, o jornalista Ricardo Medina estreia a revista eletrônica Brasília Black-Tie, mostrando o que as personalidades de Brasília têm feito, semelhante ao que Otávio Mesquita e Amaury Jr. faziam na época. O jornalista foi convidado pela emissora devido o seu sucesso em audiência enquanto apresentava o programa Almanaque na extinta VTV Brasília (emissora de TV fechada) desde 1996.
Em 1998, o programa Cor da Cidade foi bem avaliado pela ANDI, sendo considerado o melhor programa regional para o público jovem, se destacando em frente às produções nacionais consideradas baratas e sensacionalistas. O Cor da Cidade da TV Brasília e o Teen da TV Guanandi demonstraram sensibilidade ao discutir assuntos sociais e matérias ligadas à realidade adolescente.
No início de 1999, a TV Brasília acaba sendo afetada pela crise da Rede Manchete, que havia sido recentemente vendida para a Igreja Renascer em Cristo, fazendo com que a TV Brasília tenha a sua programação local reduzida e horários ocupados por programas independentes. Em fevereiro de 1999, Ricardo Noronha leva o programa Ricardo Noronha Show, da Rádio OK, para a TV Brasília; O programa foi renomeado para Domingo é o Show e meses depois para Brasília é o Show. Permaneceu no ar até 2002, quando Ricardo Noronha saiu da emissora. Durante a Micarecandanga de 1999, a TV Brasília criou o programa XTV, mas devido a repercussão do programa, ele se manteve na grade, entretanto, perto de sua extinção o formato do programa já era outro, mais voltado ao mercado de trabalho.
Com a chegada do lançamento da RedeTV!, a TV Brasília alterou o formato, grafismo, horário e cenário de seus programas. Na época, compunham a grade programas como o Brasília Alerta, Brasília Notícias, Clip 105, Mais que Emergente, Ponto de Encontro e outros. Devido ao excesso de lacunas na grade, foram criados o Vida Atual, Humanidades, Programa @, Terra Viva e o Esporte Local. Na mesma época, Ricardo Medina extingue o Brasília Black-Tie e decide investir em um formato mais político, inspirado no Show Business, de João Dória, foi lançado o Medina Entrevista, que durante seus 2 anos de exibição, ficou marcado por discussões e polêmicas. Também neste período, a emissora produziu de forma nacional o Brasil TV!, sob o mesmo formato do extinto Telemanhã, sendo apresentado por Júlio Mosquéra e Liliane Cardoso. O Brasília Rural passou a se chamar Safra Brasil e mudou o seu foco para matérias internacionais do agronegócio, com a esperança de ser exibido na grade nacional da RedeTV!, algo que nunca aconteceu. Ainda no final de 1999, Geraldo Naves é contratado pela TV Brasília, levando o Barra Pesada da Band Brasília junto.
As mudanças logo trouxeram resultados positivos, porém a situação econômica em que os Diários Associados se encontravam logo atingiu a TV Brasília, que se viu obrigada a encerrar sua programação local, passando a retransmitir integralmente a RedeTV!.

### Fase Organizações Paulo Octávio (2001-2008)

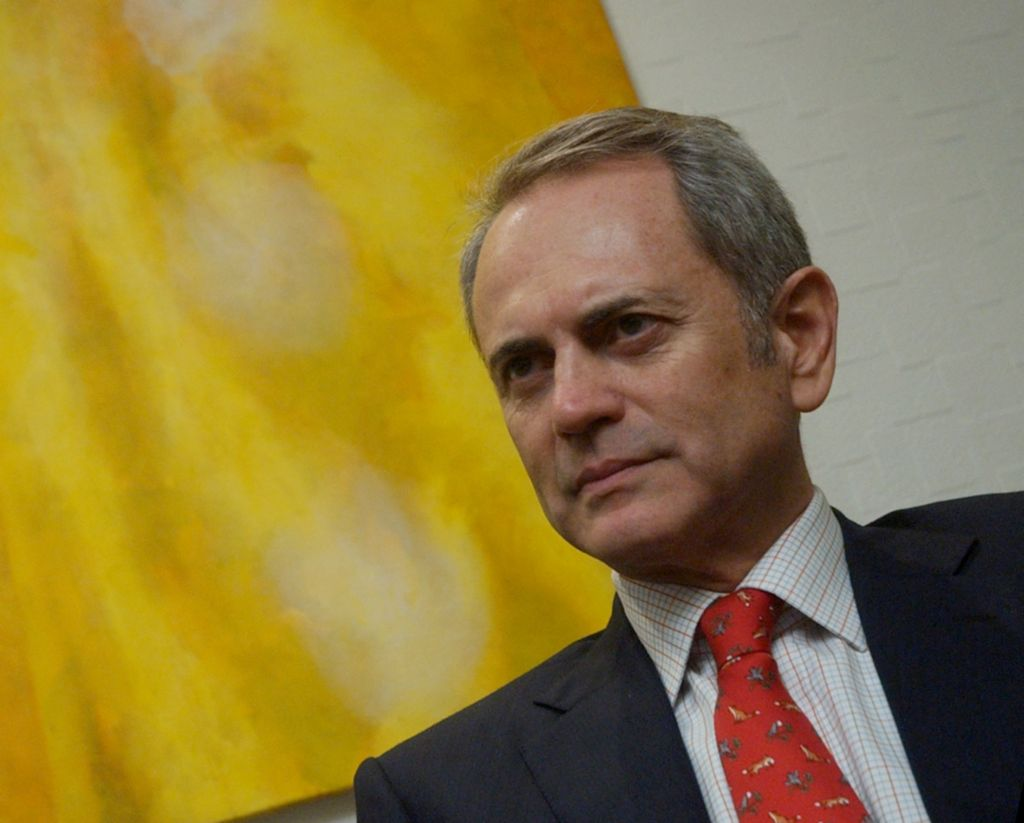
O empresário Paulo Octávio foi gestor da emissora entre 2001 á 2008 (foto:Marcello Casal/ABr)

Em 21 de junho de 2001, a emissora foi vendida para as Organizações Paulo Octávio do político e empresário Paulo Octávio. A negociação à época foi possível porque a emissora era um dos poucos veículos ativos dos Diários Associados que ficou livre do bloqueio judicial movido por Gilberto Chateaubriand. Na época, a TV Brasília contava com 15 funcionários e não exibia nenhum programa próprio. O segundo semestre daquele ano foi dedicado a capacitar a empresa para as mudanças futuras.
Aos poucos, novos programas foram introduzidos, e o primeiro deles foi o Agenda Brasília, um programa de entrevistas voltado para assuntos gerais que estreou em 10 de setembro. Tempos depois, o programa foi para o horário do fim da manhã. O programa era apresentado por Adeline Delgado e ficou no ar até o começo de 2003. Foi lançado em 4 de dezembro de 2001 o Emprego e Educação, onde Paulo Octávio conversava com empresários e políticos da capital. Foi retirado do ar no início de 2010 por conta do agravamento da crise política envolvendo seu nome e o GDF.
No dia 27 de abril de 2002, estreou o Oficina Mix, que era apresentado por Carolina Monte Rosa e mais tarde também por Cláudio Chandelle. O programa trazia entrevistas, musicais e reportagens variadas. Ainda em abril do mesmo ano, o Canal 6 Notícias estreou na TV Brasília, após quase dois anos sem telejornais. Antes, em janeiro, o Barra Pesada voltou a ser exibido depois de um ano fora do ar, e no mesmo ano, a TV Brasília lança o Auto Giro, que se tornou um formato de sucesso na emissora por 12 anos seguidos, sendo a primeira revista eletrônica do setor automobilístico no Distrito Federal.
Em junho de 2003, surpreendendo o mercado publicitário, a emissora deixa a RedeTV! e passa a ser a primeira afiliada da recém-criada Rede 21, do Grupo Bandeirantes de Comunicação, até então focada apenas na Grande São Paulo. A parceria resultou em uma programação mais qualificada, porém com menor retorno comercial. O objetivo da TV Brasília era se tornar referência no jornalismo local, procurando ser o veículo do brasiliense por excelência, desta forma, eram exibidos quatro noticiários diários. O Acorda Brasília, às 8h da manhã, o Jornal Local 1ª Edição, às 12h30, o Jornal Local, às 19h, e o Jornal Local Edição da Noite, à 01h30 da madrugada. Além disso, a emissora trabalhava junto com a Rede 21, no Jornal 21, noticiário em rede nacional. A TV Brasília exibia ainda o boletim Manchete da Hora, que contava com nove inserções diárias com as notícias mais recentes.

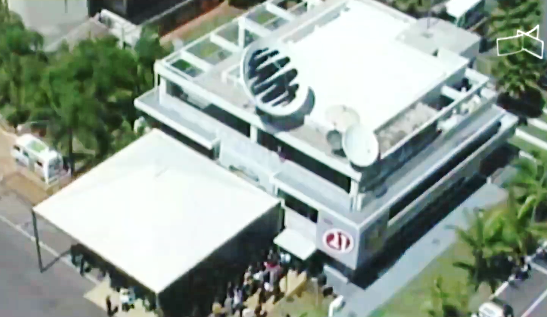
Sede da TV Brasília no Setor Hoteleiro Norte, que funcionou de 2004 a 2014

No dia 21 de abril de 2004, a TV Brasília inaugura sua nova sede no Setor Hoteleiro Norte em Brasília, ao lado do Manhattan Plaza, também do Grupo Paulo Octávio, que funcionou até fevereiro de 2014. “Incentivar a produção local não só é importante para toda a comunidade, como também para toda a classe jornalística”, destacou o apresentador do programa Barra Pesada, Geraldo Naves. Além dos três telejornais, a TV Brasília estreou nesse ano o telejornal Acorda Brasília, apresentado por Camila Bomfim nas manhãs, e o Conteúdo, com Arthur Luís, apresentador que posteriormente retornaria à emissora para apresentar o Clube TV.  Estavam presentes na solenidade de inauguração o governador Joaquim Roriz, o senador Paulo Octávio (PFL), dono da emissora, o presidente do Grupo Bandeirantes de Comunicação, João Carlos Saad, o diretor-superintendente da TV Brasília, André Gustavo Stumpf, e personalidades da cidade. Ainda no ano de 2004, a TV Brasília digitalizou todo o seu acervo, uma equipe foi formada para a avaliação da qualidade das imagens e a digitalização das mesmas. Foi criado uma nuvem na internet e cópias em DVD para se armazenar os mesmos.
No ano de 2005, a TV Brasília passa a transmitir ao vivo a sua programação e a da Rede 21 pela internet. Nos primeiros meses de 2005, a rede veiculava apenas cinco horas de programação, das 19h à meia-noite. A maior parte da grade era formada por seriados americanos e animes, diferentemente da TV Brasília, na qual os programas independentes e infomerciais não vão no ar, pois a afiliada colocava programas locais, que muitas das vezes alcançavam ótimos índices de audiência.
O ano de 2005 marcou o lançamento de novos programas como o infantil Brasília Animada, apresentado na época por Heloísa Bomtempo, o programa de videoclipes Turbinado, com Flávia Aleixo e a Sessão das Duas, com filmes que o público escolhia, além de pequenos comentários apresentados pelo jornalista Sérgio de Sá e depois por Márcio Machado. Outros programas foram lançados durante o ano como o Tempos Modernos, o Alta Frequência, um musical apresentado por Paloma Lopes com shows de artistas internacionais, o Art Mix, o Vitrine Capital, apresentado por Lana Canepa, o Debate Capital com Kido Guerra, e o esportivo A Grande Jogada, comandado por Domingos Melo. Ainda em 2005, a Rede Transporte, canal parabólico da Confederação Nacional dos Transportes, passa a retransmitir em território nacional o Autogiro.
No dia 5 de junho de 2006, a TV Brasília acompanha a mudança da Rede 21, que passa a se chamar PlayTV e passa a ser comandada pela Gamecorp. A afiliação dura até o ano de 2007, quando a mesma opta por não seguir a grade da PlayTV e passa a ter uma programação própria. A partir do dia 7 de maio de 2007, passa a exibir uma grade com programas locais, programas do canal Terraviva, edições de noticiosos dos canais BandNews TV e BandSports, mantendo no ar apenas dois programas da PlayTV: O Jornal 10 e o bloco Otacraze; com isso, a TV Brasília passou a ser uma emissora independente, sem ter uma grade de programação nacional definida.

### O retorno para os Diários Associados e a RedeTV! (2008-2014)
No dia 23 de janeiro de 2008, através da TV Alterosa, os Diários Associados adquirem 50% capital acionário da TV Brasília, pertencente às Organizações Paulo Octávio. Com a transação, a TV Alterosa passou a controlar a gestão do negócio e a parte comercial e editorial da emissora. Com a volta da TV Brasília aos Diários Associados após sete anos, o grupo completa seu "mix" de mídia no Distrito Federal, onde já mantém os jornais Correio Braziliense e o Aqui DF, o portal Correio Web, além da Rádio Planalto e da Clube FM. A volta da TV Brasília aos Associados ocorreu com base em uma estratégia, na qual a ideia era de fazer em Brasília o mesmo que ocorria em Minas, com a integrações das empresas do grupo e a comunicação entre TV, rádios, internet e jornal impresso. A negociação faz parte da estratégia de expansão dos Associados, dedicados a fazer parcerias e sociedades nos estados onde atua. Luís Eduardo Leão, gerente técnico da TV Alterosa, assume o cargo de superintendente da TV Brasília. O canal continua a pertencer às Organizações Paulo Octávio, que mantêm 50% do capital acionário, sendo que os outros 50% retornam aos Diários Associados.
A venda foi assinada na tarde do dia 23 de janeiro, pela representante da Paulo Octavio, Anna Christina Kubitschek Pereira, e pelo presidente do Correio, Álvaro Teixeira da Costa. No dia 29 de maio, foi assinado na presença do presidente da rede, Amílcare Jr., o presidente do Correio Braziliense, Álvaro Teixeira e o vice-governador do DF, Octávio Frias, o acordo de afiliação da RedeTV! com a TV Brasília. A assinatura, que ocorreu na tarde, foi mostrada na noite nos telejornais RedeTV! News e Leitura Dinâmica. No dia 8 de julho, uma festa realizada no espaço Ilha das Tribos, em Brasília, marcou oficialmente o início da parceria entre a RedeTV! e a TV Brasília, que passa a retransmitir o sinal da rede em diversos horários. Com a nova grade, a programação da TV Brasília ganha uma abrangência nacional.
Em fevereiro de 2009, a TV Brasília altera sua grade local no horário nobre e passa a exibir o Notícias das 7, que devido a sua baixa audiência, seria extinto três meses depois. Em agosto, a emissora passa a exibir o programa Antônio Roberto e Você, que também é exibido na TV Alterosa. No final de 2009, a TV Brasília reformulou o Esporte Show, agora apresentado por Bruno Mendes, que passou a dar destaque maior ao futebol. Usava a fórmula de ''Bancada Democrática'', usada com sucesso nos programas Alterosa Esporte (da TV Alterosa em Minas Gerais) e no Superesportes (nas emissoras TV Borborema em Campina Grande e na TV Clube, afiliada da RecordTV em Recife), dividido por comentaristas do Brasiliense e do Gama.
Em 20 de junho de 2010, a emissora lança a campanha em comemoração aos cinquenta anos com slogan A TV que enxerga a cidade do seu jeito. Devido à má imagem que Paulo Octávio vinha recebendo após as acusações de corrupção no Democratas, o programa Emprego e Educação é extinto no mesmo ano.
A Capital do Estado de Goiás (Goiânia), em julho de 2011, passou a receber o sinal da TV Brasília pelo canal 21 UHF e também pelo canal 22 da NET.
Em setembro de 2013, devido à mudança na programação local na faixa do meio-dia, o programa Bola Dividida passou a ser exibido as 18h00. Também em 2013 é estreado o programa Estilozzo, em parceria com a revista Estilozzo.

### Nova sede da TV Brasília e reformulação (desde 2014)
Em 17 de fevereiro de 2014, a TV Brasília lançou sua nova programação, com a criação da "Super Faixa Local", e seus estúdios voltaram a ser localizados na sede dos Diários Associados no Setor de Indústrias Gráficas, sendo oficialmente inaugurados em 29 de abril. Os novos estúdios da emissora, com imagens que trazem referência à Brasília, vêm acompanhados de equipamentos que melhorarão as transmissões. “Será uma mudança bem visual. Foram adquiridas câmeras modernas e uma nova antena”, diz Luís Eduardo.
No dia 19 de fevereiro, morreu o repórter policial Raphael Britto do programa DF Alerta, vítima de insuficiência renal. No dia 10 de março, estreou o programa Clube TV, apresentado por Arthur Luís da Clube FM, que possuía jornalismo comunitário, variedades, apresentação de artistas nacionais quando estão fazendo shows pelo Distrito Federal, sorteio de ingressos de shows musicais e exibição de clipes de hits de sucesso que tocam na Rádio Clube FM. Com o sucesso da atração, o formato do programa foi implantado na TV Clube de Recife, por meio do programa Agora é Hora. No final de novembro, a emissora atinge a liderança em audiência na faixa do almoço denominada Super Faixa Local com os programas Jornal Local, DF Alerta e Clube TV, assim disputando a audiência com a TV Globo Brasília, TV Record Brasília e SBT Brasília na preferencia do público.
Em 2015, a TV Brasília passou a transmitir a sua programação local ao vivo pelo Correio Web e por aplicativos móveis. No dia 17 de agosto, estreou o talk show político CB.Poder, em parceria com o jornal Correio Braziliense, na época apresentado por Simone Souto. No dia 20 de dezembro de 2015, o programa Clube TV foi eleito o melhor programa local do Brasil pelo site Na Telinha/UOL, superando o programa A Bahia Que a Gente Gosta, exibido na TV Record Bahia.
Em 10 de janeiro de 2016, estreou o programa Vrum Brasília, apresentado por Clayton Sousa. Em abril, ocorrerem mudanças na "Super Faixa Local" da emissora, com o programa DF Alerta passando a ser exibido às 11h45 (cortando os 15 minutos finais do Melhor pra Você), e o Jornal Local às 13h10. Em julho, o Clube TV deixa de ser exibido pela emissora, e o radialista Arthur Luís passa a atuar apenas na Clube FM e na gerencia artística das rádios dos Diários Associados no Distrito Federal. No final de 2016, o programa CB.Poder recebeu a premiação de Melhor Programa de TV no Prêmio Engenho.
Em fevereiro de 2017, o DF Alerta passa a ser apresentado interinamente pelo repórter Rodrigo Lemes, um dia após Fred Linhares ser contratado pela RecordTV Brasília. Um mês depois, Nikole Lima tornou-se a nova titular do programa, enquanto Wagner Relâmpago passou a fazer os comentários policiais. Em março do ano seguinte, estreou o programa O Conciliador com Todi Moreno. O programa é um instrumento simples de resolução de conflitos em que as partes buscam resolver as suas questões com o auxílio do conciliador Todi Moreno (ex-diretor do Procon/DF)
No dia 14 de novembro de 2019, a emissora assina contrato para transmitir o Campeonato Candango de Futebol, depois de dez anos. Durante este tempo vago, a TV Globo Brasília detinha os direitos do campeonato.
Em 2 de fevereiro, a emissora passa a transmitir o programa Alerta Nacional da TV A Crítica em parceria com a RedeTV!, sendo uma das afiliadas com maior participação no jornalístico. e em abril do mesmo ano, devido à pandemia do novo coronavírus, a TV Brasília optou por exibir alguns programas diretamente da casa de seus apresentadores, como Vrum, DF Alerta e outros. Alguns apresentadores gravaram vídeos nas redes sociais da emissora, incentivando os telespectadores a cumprirem o isolamento social.
No dia 21 de abril de 2020, a TV Brasília exibiu, em comemoração aos seus sessenta anos, uma apresentação de Pedro Paulo e Matheus, integrado com a internet e redes sociais e no mesmo dia, mais cedo, foi exibida uma edição especial do Jornal Local em comemoração ao sexagenário da emissora e da capital. Nesse dia não houve exibição do A Tarde é Sua e do horário alugado a Igreja Universal, encerrando às 18:00 na televisão para exibição do Alerta Nacional mas na redes sociais da emissora e YouTube seguiu no ar até as 18:30. Foi cancelada a 3ª edição do TV Brasília Run, que aconteceria em maio de 2020, devido à pandemia. Antes da pandemia, a TV Brasília planejava a criação de um reboot especial do Carrossel, com parte do elenco original, entretanto, a idade avançada dos mesmos e os riscos envolvendo o vírus fizeram com que a atração fosse engavetada.
Em 13 de julho de 2020, Nikole Lima deixa a TV Brasília após assinar contrato com a RecordTV Brasília. No dia seguinte, o jornalista Wagner Relâmpago que estava em home office assume a apresentação do DF Alerta. Em 18 de junho de 2020 a jornalista Jéssica Nascimento, que atuava na equipe de reportagem do Jornal Local anuncia a saída da TV Brasília e segue para RecordTV Brasília. Em 21 de julho, Rachel Castro que trabalhava na direção do DF Alerta deixa a emissora rumo ao SBT Brasília. Em Outubro de 2020, a jornalista Ana Carla Mourão, que desde Abril era editora-chefe do Jornal Local, assume a direção do DF Alerta. Em agosto, o jornalista Bruno Fonseca (conhecido como Brunoso) é contratado para apresentar o DF Alerta, depois de um ano na TV A Crítica de Manaus, onde apresentava o jornalístico Alerta Nacional. Ainda em 2020 a TV Brasília lança o reality show Os Infiltrados Brasília, sendo o primeiro a ser feito no Distrito Federal. Cerca de um ano depois do programa voltar a ser retransmitido na TV Alterosa, o Vrum Brasília passou a se chamar novamente apenas de Vrum. Ainda em 2020, a TV Brasília encerra a produção dos programas Momento CBV e Vitrine Gastrô.
No primeiro trimestre de 2021, o Chef Vinícius Rossignolli saiu da TV Brasília para concorrer à Deputado Federal nas eleições do ano seguinte, levando à extinção do programa em que participava na emissora, o Sabores. No dia 10 de junho de 2021, a repórter Natália Soares anuncia seu retorno à equipe do DF Alerta. Também em 2021, a TV Brasília, em parceria com a Resenha Filmes e os párocos da Paróquia Imaculada Conceição de Maria, criaram o programa católico Falando com Deus, a primeira vez em quase 30 anos que a emissora retorna às produções religiosas. No dia 19 de setembro de 2021, o programa Hash Talk, do apresentador Fellipy Lima, fez sua estreia na TV Brasília.
No dia 21 de abril de 2022, a emissora estreou o programa Fala, Sucesso!, apresentado por Arthur Luís, marcando o seu retorno à emissora após 5 anos. O programa é transmitido simultaneamente pela Clube FM. Em novembro de 2022, após a contratação de João Fusquine pelo SBT, o programa Vrum parou de ser produzido, e no seu lugar, reprises de edições anteriores são exibidas até os dias atuais.

## Controvérsias
O Governo Federal na gestão Sarney passou a boicotar a TV Brasília após uma entrevista durante o jornal Programa da Cidade, feita com o ex-governador do Rio Grande do Sul, Leonel Brizola. Em 1986, após o dia 27 de janeiro, um dia após a entrevista, feita no Programa da Cidade, a TV Brasília não podia mais veicular mais os comerciais da Caixa Econômica Federal e da Petrobrás.
Poucos meses após comprar a TV Brasília, Paulo Octávio rejeitou que a Sara Nossa Terra, igreja qual é seguidor, tivesse de pagar os seus horários independentes na emissora. – Se eles quiserem espaço na programação, darei de graça – garante.
Uma das possíveis razões do rompimento do contrato entre a RedeTV! e a TV Brasília em 2003, foi o incômodo do governador à época, Joaquim Roriz, com as denúncias e críticas contidas em reportagens produzidas pelo núcleo de rede da emissora paulistana, veiculadas no então Jornal da TV! e no Superpop, em horário nobre. À época, o então senador dono da emissora e hoje um dos sócios da TV Brasília, Paulo Octavio, era aliado de Roriz, que foi determinante para a sua eleição ao Senado Federal. No mesmo ano do rompimento até 2006, a sucessora da extinta Rede Manchete foi representada pela filial candanga da Rede União, pelo canal 56. Depois de 2006, ficou sem sinal aberto no Distrito Federal, com isso só foi possível sintonizar a Rede TV! pela DirecTV, pelo canal 15 da NET ou em Antena Parabólica, em junho de 2008 a TV Brasília voltou a transmitir o sinal a Rede TV!.
Em janeiro de 2008, os Diários Associados e as Organizações Paulo Octávio, que na época era vice-governador do Distrito Federal decidem dividir as ações com 50% pra cada e o grupo de comunicação passa a ter de novo o controle da emissora. Em junho do mesmo ano a TV Brasília volta a se afiliar à Rede TV!.

## Identificação

### Logotipo
Inicialmente a emissora não tinha logotipo, enquanto era sintonizada no VHF 5, mas já utilizava o índio em suas vinhetas. Ao mudar de canal em junho de 1960 a emissora passa a aderir o seu nome como logomarca, porém com o 6 em destaque dentro de uma tela. E no ano de 1961, já no Canal 6, ganhou uma versão do Índio da TV Tupi diferenciada das outras afiliadas, porém em 1962 passou a seguir o padrão estético de SP.
Em 1963 a TV Brasília lança uma logomarca sob a nomenclatura de Canal 6, com a íris do olho em formato de 6, era usada em conjunto com a de 1962.
Já em abril de 1964, o Índio retorna ao destaque principal, mas desta vez com um rosto quadrilátero e achatado, permaneceu na fachada da emissora até 1974. As vinhetas da emissora na época se passavam nos monumentos de Brasília.
No ano de 1968, a TV Brasília aprimora a sua logo que deixa de ser um índio criança para se tornar um "candanguinho", que agora ganha voz e interage nas peças publicitárias e vinhetas da emissora, representando em todos os detalhes a simbologia da capital federal.
Em abril de 1973, um ano depois da formação da Rede Tupi, o seu logotipo passava a ser o mesmo da rede, composto por duas ondas senoidais entrelaçadas e três esferas nas cores: azul, vermelho e verde que permaneceu até 1977. Em 1975 foi lançada uma vinheta semelhante à da rede. Em 1977, a emissora utilizou um catavento estilizado como logotipo, mas, devido à má recepção do público, logo retornaram com a logomarca de 1973, só que com as ondas maiores e as cores reordenadas para vermelho, verde e azul. Em 1979 a TV Brasília passou a utilizar o mesmo T estilizado da rede. E devido à extinção da Rede Tupi de Televisão, a TV Brasília permaneceu sem logotipo durante os dias 20 de julho de 1980 até o dia 8 de dezembro de 1980.
No final de 1980, a emissora ganha uma logomarca e vinhetas feitas por Cyro Del Nero, representando o número 6 estilizado nas cores RGB e com uma tipografia própria, inspirada na arquitetura diferenciada de Brasília. Em 1984, com o slogan "A Televisão que o povo gosta" foi lançada uma vinheta em ambiente espacial, com corais gritando o nome da emissora, fazendo alusão aos altos índices de audiência do canal 6. Em 1985, logo após a emissora se afiliar a Rede Manchete, a logomarca anterior ganhou uma versão alternativa, ficando com as pontas arredondadas. Deixou de ser utilizada após o incêndio de 1989.
De 1987 a 1991, a Rede Manchete Centro, que era formada pela TV Brasília e TV Goiânia utilizava como logotipo o M da Manchete sobrevoando um mar com uma 6ª esfera, simbolizando o Sol refletido no mar, que fazia alusão à micro-rede. A vinheta da estação se constituía no M da Manchete metálico girando em luzes azuis.
No dia 10 de março de 1993, a TV Brasília adota a logomarca padrão dos Diários Associados, uma junção de seis poliedros azuis. A mudança foi criada com o intuito de fortalecer a identidade do grupo que já estava desgastada e descaracterizada. Com a padronização do conglomerado, os programas da emissora na época foram repaginados. O símbolo foi desenhado por Ilse Andrade, da extinta Kraft Design.

## Sinal digital
| Canal virtual | Canal digital | Proporção de tela | Formato de Vídeo | Programação                                    |
| ------------- | ------------- | ----------------- | ---------------- | ---------------------------------------------- |
| 6.1           | 28 UHF        | 16:9              | 1080i            | Programação principal da TV Brasília / RedeTV! |

A emissora iniciou suas transmissões digitais em caráter experimental em 25 de fevereiro de 2015, através do canal 28 UHF, passando a transmitir oficialmente em 10 de julho do mesmo ano. Em junho de 2016, o Vrum Brasília tornou-se o primeiro programa local transmitido em alta definição pela emissora e em dezembro de 2017, os demais programas passaram a ser transmitidos no novo formato.
Transição para o sinal digital
Atendendo ao decreto federal de transição das emissoras de TV brasileiras do sinal analógico para o digital, a TV Brasília cessou suas transmissões pelo canal 06 VHF em 24 de setembro de 2016, dois meses antes da data prevista no cronograma oficial da ANATEL.

### Jornalismo
Anos 1960
O jornalismo na emissora nasceu ainda no dia 27 de junho em 1960, com o Informativo de Brasília no final da programação, sendo o primeiro noticiário local do país, no ano seguinte mudaria de nome para Brasília em Foco, que agora seria exibido às oito horas da noite que mais tarde seria trocado pelo Correio Braziliense na TV, com duas edições diárias. Ainda em 1961 o colunista Ari Cunha do Correio Braziliense leva o caderno Visto, Lido e Ouvido para a Televisão. O Correio Braziliense na TV deu lugar em 1963 ao Telejornal do Banco Econômico da Bahia que mais tarde seria renomeado para somente "Telejornal", também em 1963 é lançado O Repórter Servebem. A partir de outubro de 1963, o Isto Foi Notícia substituiu o Última Notícia e fechava a programação da TV Brasília.
Em 1963 a TV Brasília lança o programa Roda Viva, apresentado pelo jornalista Wolney Milhomem, que todas as quintas entrevistava os grandes nomes do país. Décadas depois o formato do programa seria reaproveitado em rede nacional pela TV Cultura de São Paulo.
Em janeiro de 1964 o Repórter Servebem foi substituído pelo O Repórter da Cidade, nome que seria ressuscitado em 1989 como Repórter da Cidade. No dia 2 de janeiro de 1966 o Telejornal foi substituído pelo Informativo Bancominas e em janeiro de 1968 o Repórter da Cidade foi substituído pelo Grande Telejornal BRB. Durante os primeiros anos do regime militar a TV Brasília exibiu em sua programação o boletim O Dia do Presidente.
No dia 12 de julho de 1969 estreou o jornal Porque hoje é Sábado, às 7 da noite.
Anos 1970
No dia 1º de abril de 1970, juntamente com a nova programação e a expansão da mesma para o meio-dia, surge o primeiro telejornal do horário na TV Brasília, o Jornal do Almoço, que durante seus 3 anos de exibição se destacou perante à concorrência pela sua praticidade e informalidade.
No ano de 1977 foi lançado o jornal Redação, Direto apresentado por Álvaro Costa, como o próprio nome do programa indica, foi o primeiro telejornal no Centro-Oeste transmitido diretamente da redação da emissora. Três anos depois, o mesmo foi chamado para ancorar o jornalístico policial Brasília Urgente permanecendo no mesmo desde o primeiro dia do programa até o seu fim.
Anos 1980
Enquanto era afiliada do SBT, foi responsável pela maior parte do jornalismo político da emissora e entrava em rede diversas vezes nos noticiários.
Durante sua afiliação com a Rede Manchete, a emissora produzia diretamente de Brasília para todo o Brasil, o Brasil 7:30. O telejornal era apresentado por Liliane Cardoso (hoje na TV Globo Brasília). Ainda na época, a emissora tinha telejornais locais como: Telemanchete e o Brasília 8:00 (que durou pouco tempo), A emissora era responsável também por fazer a cobertura política nacional para os telejornais da Manchete.
Em agosto de 1989 com a mudança de nome do Programa da Cidade para Repórter da Cidade, o telejornal passa a ter uma estrutura com mais links e menos entrevistas, a logomarca da Manchete é arrancada do estúdio e o programa ganha uma versão local no Goiás pela TV Goiânia.
Anos 1990
Com o fim da Rede Manchete Centro, o Telemanchete é extinto, dando lugar ao Repórter da Cidade 2ª Edição. No mês de julho de 1991, o Canal 11 de Goiânia, que até então, apenas retransmitia o sinal da TV Brasília por completo, até os comerciais locais, passou a ser uma geradora. Em 1996, a TV Goiânia ganha independência jornalística da TV Brasília após a troca de afiliação da Manchete com a Band.
Com a chegada da RedeTV!, o Telemanhã deu lugar ao BrasilTV!, apresentado por nomes como Júlio Mosquera e Liliane Cardoso, entretanto, com o agravamento da crise na TV Brasília, no final do ano de 2000 o programa passou a ser produzido em São Paulo. Ainda em 1999, o Brasília Notícias e o Brasília Alerta retornaram aos seus moldes originais, visto a homogeneidade que o formato de ambos estava alcançando.
Anos 2000-10-20
Em 2002, após ser vendida para as Organizações Paulo Octávio a emissora retomou o jornalismo local criando o Canal 6 Notícias. Na noite de apuração do segundo turno das eleições de 2002, a emissora foi a única a acompanhar por oito horas consecutivas no ar o desenrolar da disputa entre os dois principais candidatos ao Governo do Distrito Federal. Também em 2002 foi lançado o programa De Olho no Trânsito, que abordava temas a respeito da insegurança nas ruas do Distrito Federal. Poucos meses antes de deixar a RedeTV!, em 2003, é lançado o telejornal Notícias do Brasil, ancorado pelo jornalista Jefferson Ivanicska, da TV Brasília e exibido em rede nacional pela RedeTV!
Em 2008, os Diários Associados compram de volta 50% da TV Brasília, a emissora estreou uma edição do Jornal Local que era exibida á Meia-Noite durante o Leitura Dinâmica, porém devido a baixa audiência do programa, o jornal foi retirado do ar em 2015, assim passando a transmitir novamente o Leitura Dinâmica.
Em 23 de fevereiro de 2015, a emissora extinguiu o Jornal Local 2ª Edição, e o horário do Jornal Local, assim como vários outros foram abertos para serem ocupados por programas independentes, essa medida veio pelo reposicionamento da TV Brasília com a finalidade de incentivar o conteúdo terceirizado e as produtoras regionais.
Em 19 de setembro de 2016, a emissora relançou a 2ª edição do Jornal Local, na apresentação de João Fagundes.
No dia 29 de março de 2019, Simone Souto anuncia sua saída da TV Brasília, onde trabalhou por dezessete anos, sendo treze como apresentadora do Jornal Local e diretora de jornalismo. Durante uma semana, Paula Lobão apresentou interinamente o Jornal Local. Em abril de 2019, o editor-chefe e diretor do programa DF Alerta, Patrício de Macedo assume o cargo de gerente de jornalismo da TV Brasília.
No dia 2 de outubro de 2022, a TV Brasília firmou parceria com o Correio Braziliense, interrompendo cerca de cinco horas da programação da RedeTV! ao fazer uma cobertura do primeiro turno e segundo turno das eleições daquele ano. Foram produzidas mais de 100 reportagens e a cobertura da apuração dos votos foi comandada por Lucas Móbille.
No dia 6 de julho de 2023, a TV Brasília anuncia a saída do jornalista Bruno Fonseca do DF Alerta e foi demitido da emissora dias depois após não ter o seu contrato renovado.
No dia 24 de julho de 2023, a jornalista Nikole Lima retorna a TV Brasília e reassume a apresentação do DF Alerta após deixar a RecordTV Brasília. O programa ganhou um novo cenário na redação da emissora.
Em 29 de abril de 2024 o Jornal Local deixa de exibido dentro da super faixa local e volta e ser exibido no seu horário de origem no início da noite as 18h15.